# イブプロフェン
イブプロフェン（英語: ibuprofen）は、プロピオン酸系に分類される非ステロイド系消炎鎮痛剤 (NSAIDs) の1種である。日本では商標名ブルフェンで知られ、医療用だけでなく一般医薬品としても広く流通している。関節炎、生理痛および発熱の症状を緩和し、また炎症部位の鎮痛に用いる。イブプロフェンは1960年代に英Boots Groupの研究部門によりプロピオン酸の誘導体として創薬された。
イブプロフェンはまた、WHOのWHO必須医薬品モデル・リストに含まれている医薬品の1つでもある。

## 使用対象
現在は、関節炎、痛風、腎結石、尿路結石、片頭痛、さらに、小規模から中規模な手術後や、外傷、生理痛、歯痛、腰痛、筋肉痛、神経痛などの鎮痛目的で用いられている。

## 臨床的使用
低用量のイブプロフェン（200mgから400mg）は世界中ほぼ各国で市販薬として入手可能である（医師から処方される医薬品としては、科研製薬の「ブルフェン」となる（100mg錠と200mg錠が存在）。これに相当する後発医薬品については、後述する#後発医薬品を参照）。イブプロフェンは4 - 8時間効果が持続しこれは用量依存であるが、半減期から推定される持続時間よりは長い。推奨される投与量は体重や適応による。通常、経口投与量は4時間から6時間ごとに200mgから400mg（子供の場合には5 - 10mg/kg）であり、1日最大投与量は800 - 1200mgである。3200mgの最大投与量も時として用いられる（※いずれも外国におけるデータ）。

## 禁忌事項・一般的注意

### 禁忌事項
- 鎮痛薬や解熱薬で喘息を起こしたことのある者。
- 消化性潰瘍のある者。
- デング熱の治療。
- 重い肝臓病、心臓病、妊娠後期。
- HIV治療薬のジドブジンとの併用。

### 一般的注意
- 高齢者には慎重に用いる。

### 新型コロナウイルス感染症（COVID-19）に関する注意喚起
2020年3月14日、フランス連帯保健大臣オリヴィエ・ヴェランは、イブプロフェンなどの抗炎症剤は2019新型コロナウイルスの感染を悪化させる恐れがあるとして、発熱時にはアセトアミノフェンを使用するよう呼びかけた。同日フランス連帯保健省は、医療関係者向けのガイドラインに、同感染症での通常の発熱や痛みには非ステロイド性抗炎症薬の使用は禁じるべきとし、アセトアミノフェンを勧める内容を掲載した。
一方、ウィーン医科大学の関係者らは同日、イブプロフェンのような非ステロイド性抗炎症薬が症状を悪化させうるとする意見は、最近学術誌などでも登場しているが、科学的根拠（エビデンス）がないと見解を示している。
世界保健機関(WHO)の報道官は2020年3月17日、この件に関し、イブプロフェン使用による悪化は調査段階であり証明されていないが、新型コロナウイルス感染の疑いがあり、なおかつ医師の助言がない場合は、イブプロフェンより抗炎症作用の少ないアセトアミノフェンの使用が望ましいと見解を示した。WHOは3月20日までに調査の結果、通常の副作用以外の悪化報告はなく、「控えることを求める勧告はしない」と見解を修正した。
日本の厚生労働省は、科学的根拠が得られていない、としている。

## 作用機序
非ステロイド性抗炎症薬(NSAIDs)の1つであり、他のNSAIDと同じくシクロオキシゲナーゼ(COX)を阻害することにより、プロスタグランジンの生成を抑制し解熱鎮痛作用を示す。

## 副作用
イブプロフェンは、全ての非選択性NSAIDsの中で最も胃腸障害が少ない。しかし、これは低用量イブプロフェンの場合であり、したがって市販薬のイブプロフェン処方では1日最大量が600mgとなっている。
『米科学アカデミー紀要』(PNAS)に掲載された論文は、イブプロフェン服用後に睾丸機能不全の兆候が表れるという、男性不妊に関係する副作用を報告した。

### 報告されている副作用
低用量 (200 - 400mg) の単発投与および1日1,200mgまでの投与では副作用の発生率は低い。しかし、1,200mgを超える投与量で長期間投与されている患者の中止率は10-15%である。
一般的な副作用は次の通りである：吐き気、消化不良、消化器潰瘍・出血、肝臓酵素増大、下痢、ふらつき、塩および体液停留、高血圧。
まれな副作用は次の通りである：食道潰瘍、心不全、高カリウム血症、腎臓障害、昏迷、気管支痙攣、発疹。

### 光線過敏症
他のNSAIDs薬剤と同様に、イブプロフェンも光過敏症を引き起こすという報告が存在する (Castellら、 1987)。しかし、イブプロフェンの紫外線吸収は非常に弱く、太陽光領域にすら到達しない。イブプロフェンの構造は単一のベンゼン環を持つだけで、共役系が存在するわけでもないので、非常に弱い発色団である。それ故、イブプロフェンは他の2-アリールプロピオン酸類など比較しても、きわめて弱い光過敏症しか引き起こさない。
しかし、これはイブプロフェンを「主役」と見た際であり、イブプロフェンの代謝過程で生ずる危険性などは考慮していない。

### 心臓血管への危険性
アスピリンを除く他のNSAIDsと同様に、服用者の心臓病またはそのリスクの有無にかかわらず、また、服用を始めてから数週間以内から心筋梗塞の危険性を増大させる。危険性は服用量の増加、心臓病またはそのリスクを持つことで上がる。服用期間が長くなることでも危険性は上がるかもしれない。
イブプロフェンは、高速応答APと低速応答APの両方でV maxを遅くするため、心臓のNa +およびCa2 +チャネルを阻害する可能性がある。さらに、イブプロフェンはERPを短縮し、心臓内の興奮伝播を減少させる。これは心房細動など、不整脈誘発性の再突入回路の基質を作る可能性がある。

## 原子の立体的配置

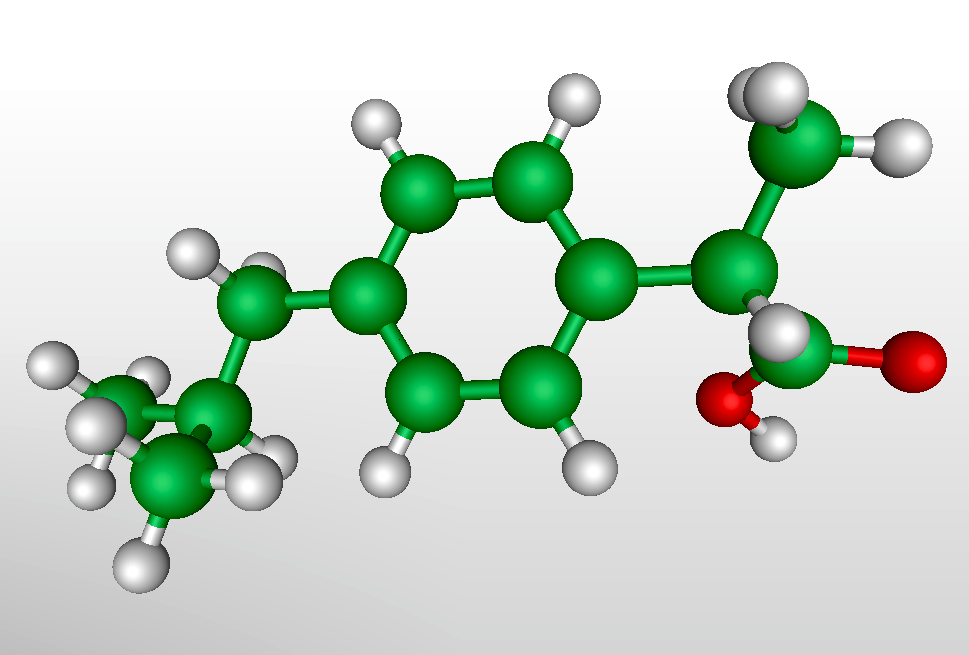
(S)-ibuprofenの3D模型

他の2-アリールプロピオン酸誘導体（ケトプロフェン、フルルビプロフェン、ナプロキセン他）と同様に、イブプロフェンはプロピオン酸部分のα位置に不斉炭素を持つため、それ自体に2つのそれぞれ異なる生物学的効果および代謝を持つイブプロフェンの鏡像体を持ちうる。
試験管内および生体内の実験から(S)-(+)体 (dexibuprofen)が有効成分であることが判明している。
一般に、光学活性化合物を薬品として用いる場合、有効な鏡像体のみを投与することで選択性および有効性が高まることを期待するのは道理である（他のNSAIDであるナプロキセンのように）。
しかしながらイブプロフェンの場合、これまでの生体内試験では(R)体を有効な(S)体に変換する異性化酵素の存在が明らかになった。したがって、単独の鏡像体で販売するのはコストに対して無意味で、市販されているイブプロフェンには両方の鏡像体の混合物（ラセミ体）が用いられている。

## 合成法
イブプロフェンは以下の手順で合成される。（Boots合成法）
まず、イソブチルベンゼンを無水酢酸と塩化アルミニウムを用いてフリーデル・クラフツ反応でアセチル化し、その生成物にクロロ酢酸エチルとナトリウムエトキシドの元でダルツェン縮合を行い、α,β-エポキシエステルである3-メチル-3-(4-(2-メチルプロピル)フェニル)オキシラン-2-カルボン酸エチルを得る。これに加水分解と脱炭酸を施しアルデヒドを得る。このアルデヒドにヒドロキシルアミンを作用させオキシムとし、更に転換してニトリルを得る。このニトリルを加水分解して(R,S)-2-(p-イソブチルフェニル)プロパン酸、即ちイブプロフェンを得る。

## ヒトへの毒性
ヒトへの過量服用の事例は限定されている。通常、服用した量と服用してからの経過時間によって症状は変化する。しかし、個人の感受性が重要な役割を占める。ヒトが過量服用した際の反応は、無反応から集中的治療にもかかわらず致命的な結果まで幅がある。主な症状は、イブプロフェンの薬理学的性質の超える症状および腹痛、吐き気、嘔吐、眠気、めまい、眼震を含む症状である。消化器出血も起こりうる。さらに耳鳴り、中枢神経抑制、発作、低血圧、徐脈、頻脈、心房細動などの副作用が起こりうる。代謝性アシドーシス、昏睡、急性腎不全、浮腫を伴う体液およびナトリウム停留、高カリウム血症、無呼吸症（主として低年齢の子供）、呼吸抑制、呼吸停止などのまれな症状がある。数例にチアノーゼが見られた。一般的に、イブプロフェンの過量服用による症状は他のNSAIDの過量服用の症状に近い。
過量服用による症状の度合いと測定した血漿中の濃度については、ある程度の相関性がある。危険な服用量は約100mg/kgから800mg/kgである。後者の服用量については臨床的な経過が致命的であることを意味しない。治療上の1回の投与量は5から10mg/kgである。したがって、治療上の指標は10から160である。しかし、患者の年齢、体重、既往症により変化するため正確なLD50を定義するのは不可能である。
治療は対症療法が主となる。初期段階であれば嘔吐させるべきである。また胃洗浄も効果がある。いずれの場合においても、全身への循環が始まる前に薬剤を吸着するために活性炭素が繰り返し用いられるべきである。通常の排尿を維持するための処置が推奨される。イブプロフェンは酸性の性質を持っておりまた尿によって排泄されるから、アルカリ利尿剤は有益である。低血圧、消化器出血、およびアシドーシスへの対症療法も可能である。通常、ICUでの徹底した監視が指示され、また必要である。もし患者が急性中毒期を乗り切れば、通常その後の再発はない。

## 後発医薬品
先発薬で科研製薬が製造・販売する「ブルフェン」には、後発医薬品がいくつか存在するが、取り扱わない大手の調剤薬局も多く存在する。販売元が扱わないことから、調剤薬局レベルまで行き渡らないのが現状である。
アメリカでは最初は Brufen の商品名で特許されていたが、Advil、Motrin、Nuprin もしくは Nurofen などの商品名でも販売される。

## 一般医薬品
イブプロフェンは1969年にイギリスで処方薬として許可された。それから数年、イブプロフェンの耐容性プロファイルに加えさらなるコミュニティでの経験は（フェーズIV治験とも言われる）、少量包装のイブプロフェンを世界中で市販薬とする再スケジュールをもたらした。さらにこの傾向がイブプロフェンの再スケジュールを促進しているので、アメリカではスーパーや雑貨店での入手が可能になった。事実、アメリカではイブプロフェン（通常200mg量）がアセトアミノフェンやアスピリンと並んで市販薬の鎮痛剤として最も広く使われている。
日本では1985年12月にスイッチOTCとしてエスエス製薬から「イブ」が発売され、後に同社の総合感冒薬「エスタック イブ」シリーズに配合されたり、他の鎮痛成分を併せた製品も登場している。現在では他の大衆薬メーカーも同様の製品を販売している。ただし小児用市販薬としては認可されていない。